# Sophie Arnold-Zurbrügg
Sophie Arnold-Zurbrügg (Bazel, 26 februari 1856 - aldaar, 22 februari 1939) was een Zwitserse arbeidersactiviste, feministe en politica voor de Communistische Partij van Zwitserland.

## Biografie

### Afkomst en opleiding
Sophie Arnold-Zurbrügg was een dochter van Samuel Zurbrügg, een fabrieksarbeider, en van Verena Heiz. In 1879 trouwde ze met Wilhelm Arnold, een redacteur en vertegenwoordiger van de arbeidersklasse. Als weeskind werd ze grootgebracht door haar grootouders, die kleine landbouwers waren in Frutigen. Na haar schooltijd werkte ze in de lintenfabriek Fiechter in Bazel, om daarna als dienstmeisje aan de slag te gaan bij een rijke familie in Centraal-Zwitserland. Tussen 1880 en 1898 bracht ze 10 kinderen ter wereld.

### Arbeidersactiviste en feministe
In 1885 kwam Arnold-Zurbrügg in Bazel via haar echtgenoot in contact met de arbeidersbeweging. In 1891 richtte ze de Verein der Schneiderinnen und Weissnäherinnen op, een organisatie parallel aan de Arbeiterinnenverein die ze samen met Emma Wahlen zou leiden en die lid was van de Schweizerischer Arbeiterbund. De organisatie bleef bestaan tot 1900.
In 1895 richtte ze ook een vrouwenvereniging op waarvan ze ook voorzitster werd. Deze organisatie werd echter in 1897 ontbonden door een gebrek aan interesse. Van 1906 tot 1919 was ze, mits een onderbreking, lid van het bestuur van de Schweizerischer Arbeiterbund. Tevens was ze medeoprichtster van de Stauffacherinnenverein, dat in 1900 de opvolger was van het Schneiderinnenverband en dat in 1912 zou opgaan in de Arbeiterinnenverein. Ze vertegenwoordigde deze organisatie ook in het bestuur van het Schweizerischer Arbeiterinnenverband. Na de splitsing van de Sociaaldemocratische Partij van Zwitserland (SP/PS) sloot ze zich aan bij de Communistische Partij van Zwitserland.
Zelfs tijdens het leven van haar echtgenoot en nog meer na zijn overlijden in 1914 zorgde zij als wasvrouw, naaister en knip- en naaimeesteres voor het onderhoud van haar gezin. Ze hielp thuiswerksters door hen te voorzien van bestellingen voor herenoverhemden die beter betaald werden. Ze bleef tot het einde verbonden met de vrouwenarbeidersbeweging. Kort voor haar dood was ze nog aan het breien in een werkhuis voor de slachtoffers van de Spaanse Burgeroorlog. Haar onvermoeibare inzet gaf haar de bijnaam Mutter Arnold.